# Lev Mikhailov (patinage artistique)
Pour les articles homonymes, voir Mikhaïlov.
Cet article concerne le patineur artistique soviétique. Pour le clarinettiste et saxophoniste soviétique, voir Lev Mikhaïlov.
Lev Mikhailov (né le 26 avril 1938 à Moscou - mort le 31 août 2004) est un patineur soviétique qui a été cinq fois consécutivement champion d'URSS de 1956 à 1960.

## Biographie

### Carrière sportive
Lev Mikhailov s'entraîne à Moscou dans des conditions difficiles puisqu'il travaille sur une patinoire en extérieur. Il commence très tôt les compétitions, dès l'âge de treize ans. Il domine ensuite le patinage artistique masculin en Union soviétique en devenant cinq fois consécutivement champion de son pays de 1956 à 1960.
En 1956, il est parmi les premiers patineurs soviétiques à participer aux championnats d'Europe, avec ses compatriotes Valentin Zakharov et Igor Persiantsev. Ses meilleurs classements européens restent modestes en obtenant deux 8e places en 1957 à Vienne et en 1960 à Garmisch-Partenkirchen. En 1958, il est parmi les premiers patineurs soviétiques à participer aux championnats du monde, accompagnés de Valentin Zakharov et Igor Persiantsev pour la catégorie masculine, mais aussi de Ludmila Belousova/ Oleg Protopopov et Nina Zhuk/ Stanislav Zhuk pour la catégorie des couples. Les championnats du monde de 1958 à Paris vont être les seuls mondiaux auxquels participe Lev Mikhailov, où il s'est classé 17e. Il ne représentera jamais son pays aux Jeux olympiques d'hiver.
En raison de sa jeunesse et de son tempérament, Lev Mikhaïlov n'a jamais excellé dans les figures imposées, mais a été plus à l'aise dans les programmes libres.

### Reconversion
Après sa carrière amateur, Lev Mikhailov devient entraîneur en patinage artistique au CSKA Moscou (1961-1963), tente un retour en 1963 en se classant 4e des championnats nationaux, puis rompt avec le sport en devenant tailleur, une de ses passions. Il décède en 2004 à l'âge de 66 ans.

## Palmarès
| Compétition                                                                                            | 1956 | 1957 | 1958 | 1959 | 1960 | 1961 | 1962 | 1963 |
| Jeux olympiques d'hiver                                                                                |      |      |      |      |      |      |      |      |
| Championnats du monde                                                                                  |      |      | 17e  |      |      | CA   |      |      |
| Championnats d’Europe                                                                                  | 15e  | 8e   | 10e  | 10e  | 8e   |      |      |      |
| Championnats d'Union soviétique                                                                        | 1er  | 1er  | 1er  | 1er  | 1er  |      |      | 4e   |
| Légende : CA = Championnats du monde 1961 annulés à cause de la catastrophe aérienne du vol 548 Sabena |      |      |      |      |      |      |      |      |